# 吉川翔梧
吉川 翔梧（よしかわ しょうご、1995年4月8日 - ）は、千葉県鎌ケ谷市出身の元プロサッカー選手。ポジションは、ミッドフィールダー。

## 来歴
千葉県鎌ケ谷市の「ミナトサッカークラブ」の幼児スクールでサッカーキャリアをスタート。そのまま、小中学生時代も同クラブで過ごす。
小学生時代はチームの中心選手だったが、中学生になるとレギュラーとして出場する機会が減り、控え選手に甘んじた。中学卒業後は指導者同士の繋がりから帯広北高校に進学。2年生からスタメンに定着し、3年生の高円宮杯U-18サッカーリーグ プリンスリーグ北海道で優勝し、得点王となる。
2014年より、ツエーゲン金沢へ入団。
2016年にヴァンラーレ八戸に育成型期限付き移籍したが、同年シーズンをもって契約満了につき、金沢は退団となり、2017年シーズンより八戸へ完全移籍となる。
2018年、ヴァンラーレ八戸を退団。
2019年、モンゴル・ナショナルプレミアリーグ（1部）所属のエルチムへ入団。
2020年、リトアニア・Aリーガ（1部）所属のFKバンガ・ガルグジュダイへ入団。
2023年2月、ナショナル・プレミア・リーグ・サウス・オーストラリアのキャンベルタウン・シティSCへ入団。
2024年限りで現役を引退。

## 所属クラブ
ユース経歴
- ミナトサッカークラブ
- 帯広北高等学校

プロ経歴
- 2014年 - 2016年  ツエーゲン金沢
  - 2016年  ヴァンラーレ八戸（期限付き移籍）
- 2017年 - 2018年  ヴァンラーレ八戸
- 2019年   エルチム
- 2020年 - 2022年  FKバンガ・ガルグジュダイ
- 2023年 - 2024年  キャンベルタウン・シティSC

## 個人成績
| 国内大会個人成績 | 国内大会個人成績 | 国内大会個人成績 | 国内大会個人成績 | 国内大会個人成績 | 国内大会個人成績 | 国内大会個人成績 | 国内大会個人成績 | 国内大会個人成績 | 国内大会個人成績 | 国内大会個人成績 | 国内大会個人成績 |
| 年度             | クラブ           | 背番号           | リーグ           | リーグ戦         | リーグ戦         | リーグ杯         | リーグ杯         | オープン杯       | オープン杯       | 期間通算         | 期間通算         |
| 年度             | クラブ           | 背番号           | リーグ           | 出場             | 得点             | 出場             | 得点             | 出場             | 得点             | 出場             | 得点             |
| 日本             | 日本             | 日本             | 日本             | リーグ戦         | リーグ戦         | リーグ杯         | リーグ杯         | 天皇杯           | 天皇杯           | 期間通算         | 期間通算         |
| ---------------- | ---------------- | ---------------- | ---------------- | ---------------- | ---------------- | ---------------- | ---------------- | ---------------- | ---------------- | ---------------- | ---------------- |
| 2014             | 金沢             | 26               | J3               | 3                | 0                | -                | -                | 0                | 0                | 3                | 0                |
| 2015             | 金沢             | 26               | J2               | 0                | 0                | -                | -                | 1                | 0                | 1                | 0                |
| 2016             | 八戸             | 9                | JFL              | 9                | 2                | -                | -                | 0                | 0                | 9                | 2                |
| 2017             | 八戸             | 9                | JFL              | 24               | 2                | -                | -                | 3                | 0                | 27               | 2                |
| 2018             | 八戸             | 9                | JFL              | 14               | 0                | -                | -                | -                | -                | 14               | 0                |
| 通算             | 日本             | 日本             | J2               | 0                | 0                | -                | -                | 1                | 0                | 1                | 0                |
| 通算             | 日本             | 日本             | J3               | 3                | 0                | -                | -                | 0                | 0                | 3                | 0                |
| 通算             | 日本             | 日本             | JFL              | 47               | 4                | -                | -                | 3                | 0                | 50               | 4                |
| 総通算           | 総通算           | 総通算           | 総通算           | 50               | 4                | -                | -                | 4                | 0                | 54               | 4                |

- Jリーグ初出場 - 2014年3月9日 J3第1節 対SC相模原（相模原ギオンスタジアム）

## タイトル

### クラブ
帯広北高等学校
- 高円宮杯U-18サッカーリーグ プリンスリーグ北海道 （2013年）

ツエーゲン金沢
- J3リーグ優勝（2014年）

エルチム
- MFFカップ優勝（2019年）